# Skultuna
Skultuna – miejscowość leżąca w środkowej części Szwecji w gminie Västerås w regionie Västmanland. Jest jednym z najstarszych ośrodków przemysłowych Szwecji. Już w początkach XVII w. powstała tu huta mosiądzu. W XIX w. rozwinął się przemysł metalurgiczny. Obecnie miasto jest ważnym ośrodkiem produkcji wyrobów aluminiowych.

## Osoby związane z miejscowością
- Julia Nyberg - poetka i autorka tekstów piosenek
- Johan Olsson - mistrz olimpijski w biegach narciarskich
- Esbjörn Svensson - muzyk

## Galeria

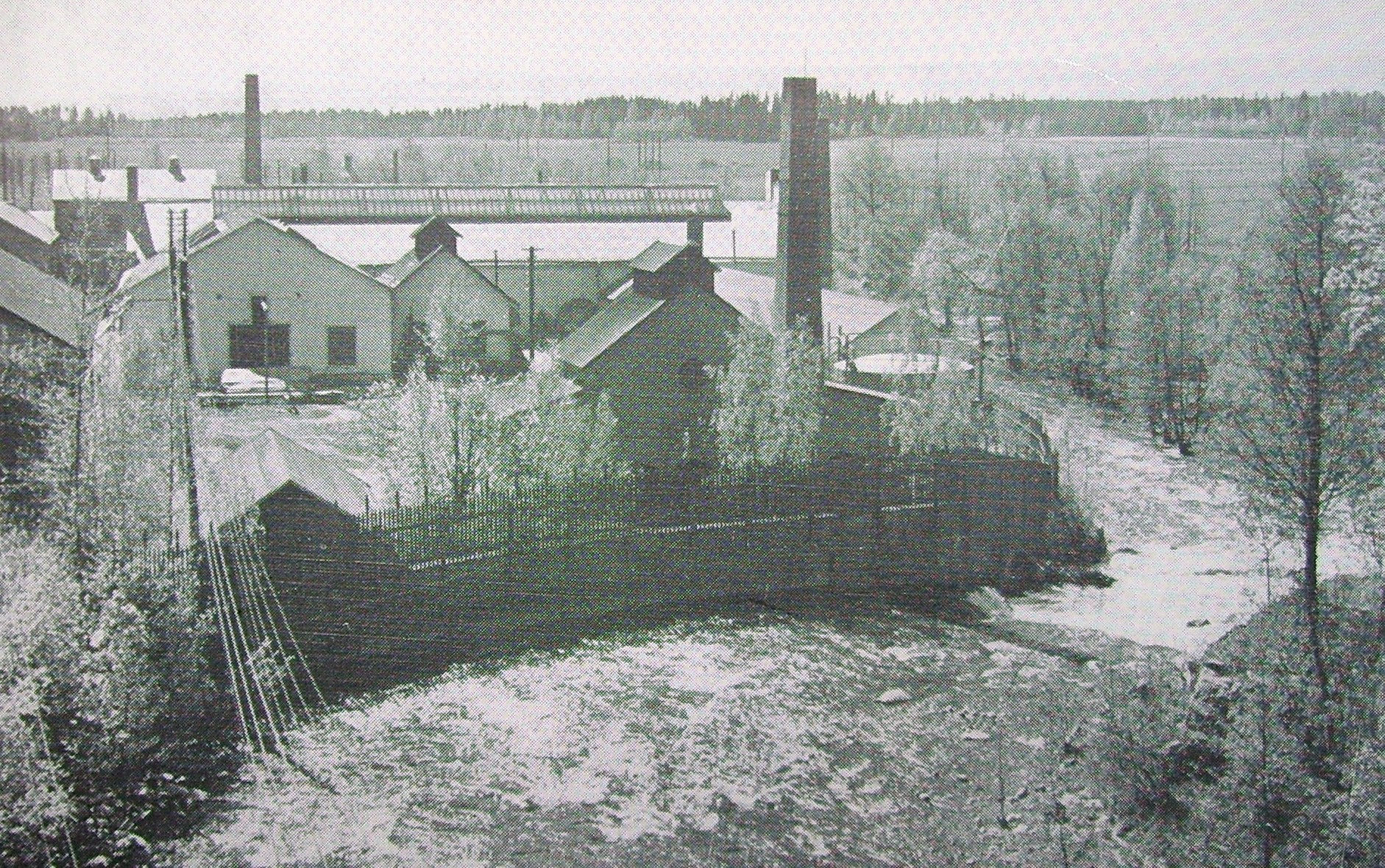
Fabryka w Skultuna
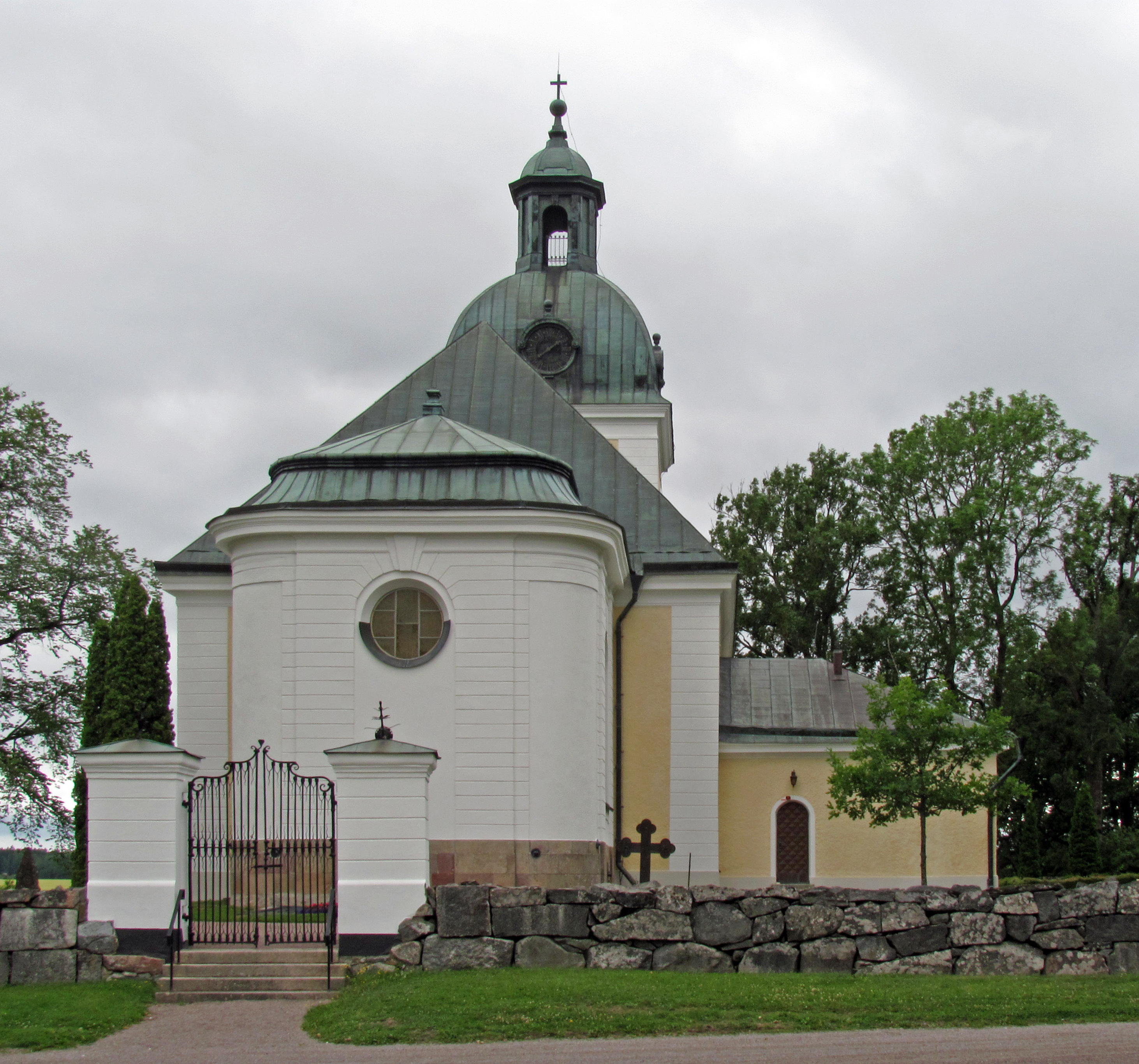
Kościół w Skultuna